# LPIC
LPIC(Linux Professional Institute Certification, 엘픽)은 리눅스 국제자격증 중의 하나이다. 각 LPIC 레벨은 하나 또는 두 개의 시험에 통과해야만 획득이 가능하다. LPIC-1, LPIC-2, LPIC-3의 종류가 있다.

## 같이 보기
- 프로젝트 관리 연구소